# Hemibagrus furcatus
Hemibagrus furcatus és una espècie de peix de la família dels bàgrids i de l'ordre dels siluriformes.

## Morfologia
Els mascles poden assolir els 15 cm de longitud total.

## Distribució geogràfica
Es troba a Sabah (Malàisia).